# Blanqueamiento textil

Método temprano para blanquear artículos de algodón y lino sobre el césped.

El blanqueamiento o blanqueo textil es uno de los pasos en el proceso de acabado en la manufactura textil. El objetivo de la decoloración es eliminar el color natural para los siguientes pasos (como el teñido o el estampado) o lograr un blanco completo.Todos los materiales textiles en bruto, cuando se encuentran en forma natural, se conocen como material crudo. Tienen su color, olor e impurezas naturales que no son adecuados para los materiales de la ropa. No solo las impurezas naturales permanecerán en el material crudo, sino también los agregados que se añadieron durante su cultivo, crecimiento y fabricación en forma de plaguicidas, fungicidas, antihelmínticos, aprestos, lubricantes, etc. La eliminación de estos colorantes naturales y añadidos durante el estado anterior de fabricación se denomina descrude y blanqueamiento. : 193 

## Historia
El engrasado es uno de los métodos más antiguos de blanqueo de productos textiles, particularmente tejidos a base de lino y algodón. El lino se ha blanqueado durante mucho tiempo en Europa con el método de engrasado. Las sábanas se tendían sobre la hierba durante más de siete días después de hervirlas con las "lejías de ceniza y enjuague". Un campo de blanqueo era un área abierta para extender telas, era un campo cerca de un curso de agua utilizado por una lejía. Estos campos eran comunes alrededor de las ciudades industriales durante la Revolución Industrial en Gran Bretaña.

### Descubrimiento del cloro
Después del descubrimiento del cloro a fines del siglo XVIII, apareció el blanqueo químico, que superó al engrasado como método de blanqueamiento por ser más rápido y posible de realizar en interiores.

## Fregado
El fregado o decapado es el primer proceso que se lleva a cabo con o sin productos químicos, a temperatura ambiente o a temperaturas superiores adecuadas, con la adición de agentes humectantes, álcalis, etc. El fregado elimina impurezas como ceras, pectinas y hace que el material textil sea hidrófilo o absorbente de agua. : 78 Luego al desgrasado le sigue el proceso de blanqueamiento.: 193 

## Blanqueo
El blanqueo es el proceso de decoloración del material tras haber sido fregado.: 169  Se puede clasificar en blanqueo oxidativo y blanqueo reductivo, dependiendo si se puede realiza con agentes blanqueantes oxidantes o reductores. : 161 Los agentes blanqueadores atacan a los cromóforos y alteran las propiedades de absorción del color de los objetos.

### Blanqueo oxidativo
Generalmente los blanqueamientos oxidativos se realizan utilizando hipoclorito de sodio, clorito de sodio o ácido sulfúrico.
Las fibras vegetales, las fibras animales y las fibras minerales son los tres tipos principales de fibras naturales. Las fibras naturales como el algodón, el ramio, el yute, la lana y las fibras regeneradas como el bambú generalmente se blanquean mediante métodos oxidativos.

### Blanqueamiento reductivo
El blanqueo reductivo se realiza con hidrosulfito de sodio, un potente agente reductor. Fibras como las poliamidas, los poliacrílicos y los poliacetatos se pueden blanquear utilizando tecnología de blanqueo reductivo.

### Agentes ópticos
El blanqueamiento de textiles puede incluir una aplicación adicional de blanqueadores ópticos. Los agentes abrillantadores ópticos son compuestos químicos que absorben la luz en la región ultravioleta y violeta (generalmente 340-370 nm) del espectro electromagnético y reemitir luz en la región azul (normalmente 420-470 nm) por fluorescencia. Después de desengrasar y blanquear, se aplican agentes abrillantadores ópticos para que el material textil tenga un color blanco más brillante. Estos agentes abrillantadores ópticos están disponibles en diferentes tonos como azul, violeta y rojo.

## Blancura

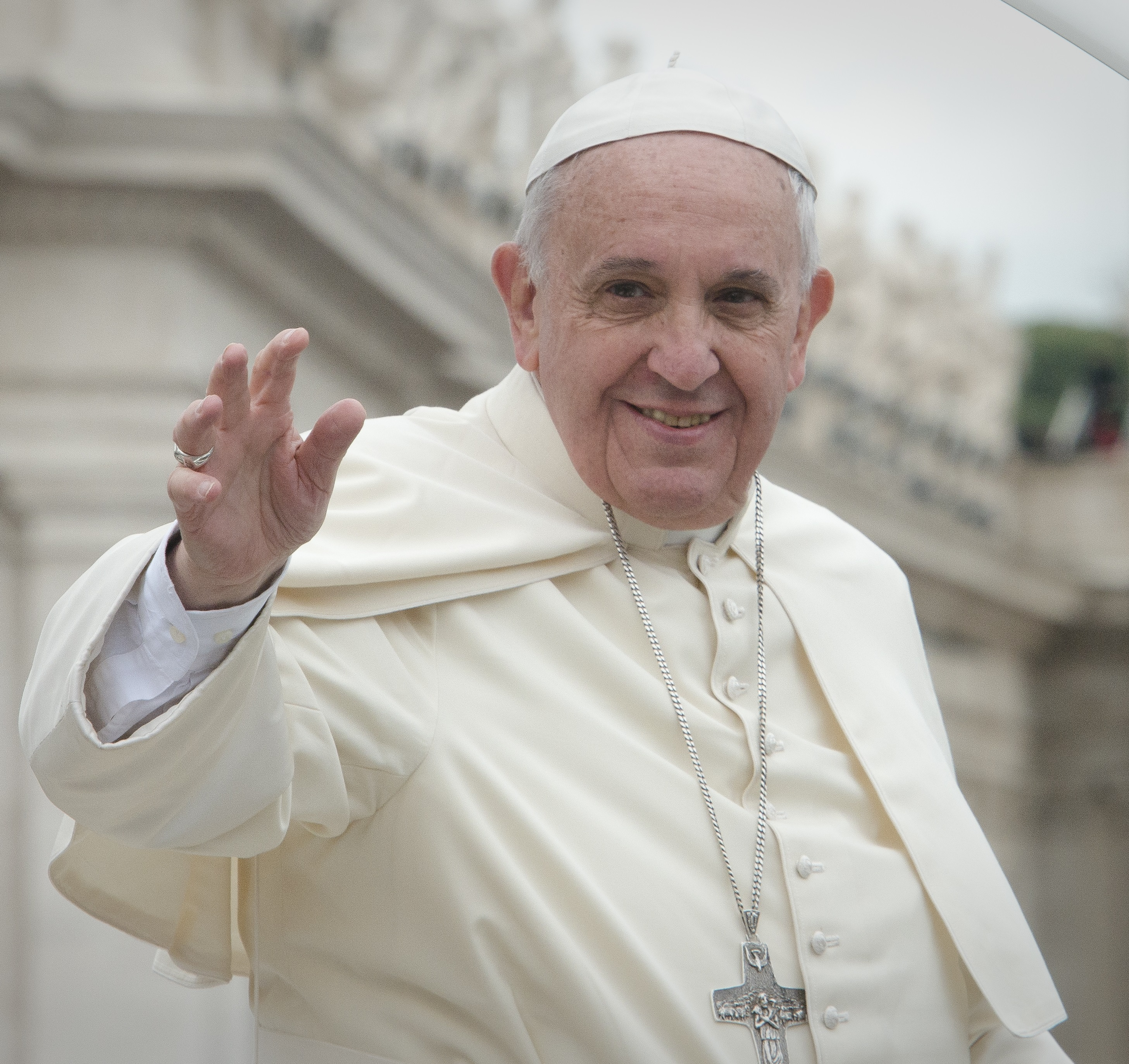
El Papa Francisco en el Vaticano. Los papas tradicionalmente han vestido de blanco desde 1566.

La blancura en colorimetría es el grado en que una superficie es blanca. El término se refiere al grado en que una superficie se asemeja a las propiedades de un difusor reflectante perfecto, es decir, una superficie reflectante ideal que no absorbe ni transmite luz, sino que la refleja uniformemente en todas las direcciones.